# Wereldkampioenschappen synchroonzwemmen 2025 – Solo vrije routine mannen
De vrije routine voor solisten tijdens de wereldkampioenschappen synchroonzwemmen 2025 vond plaats op 21 juli 2025 in de World Aquatics Championships Arena in Singapore.

## Uitslag
| Rang   | Naam                     | Land                | Punten            |               |          |
| ------ | ------------------------ | ------------------- | ----------------- | ------------- | -------- |
| Goud   | Naam                     | Land                | Aleksandr Maltsev | Neutrale vlag | 229,5613 |
| Zilver | Guo Muye                 | China               | 220,1926          |               |          |
| Brons  | Filippo Pelati           | Italië              | 213,9850          |               |          |
| 4      | Ranjuo Tomblin           | Verenigd Koninkrijk | 210,9125          |               |          |
| 5      | Diego Villalobos         | Mexico              | 206,8150          |               |          |
| 6      | Jordi Caceres            | Spanje              | 202,0400          |               |          |
| 7      | Gustavo Sánchez          | Colombia            | 198,9025          |               |          |
| 8      | Viktor Druzin            | Kazachstan          | 197,9225          |               |          |
| 9      | Nicolás Campos           | Chili               | 179,2325          |               |          |
| 10     | Marios Kritsas           | Griekenland         | 167,7863          |               |          |
| 11     | David Martinez           | Zweden              | 164,7187          |               |          |
| 12     | Bernardo Santos          | Brazilië            | 152,8275          |               |          |
| 13     | Wattikorn Khethirankanok | Thailand            | 129,7475          |               |          |
| 14     | José Borges              | Cuba                | 86,6687           |               |          |